# Fronte del porto
Fronte del porto (On the Waterfront) è un film del 1954 diretto da Elia Kazan.
Nel 1989 è stato inserito fra i film conservati nel National Film Registry presso la Biblioteca del Congresso degli Stati Uniti. Nel 1998 l'American Film Institute l'ha inserito all'ottavo posto della classifica dei migliori cento film statunitensi di tutti i tempi, mentre 10 anni dopo, nella lista aggiornata, è sceso al diciannovesimo posto.

## Trama
Il boss del sindacato dei portuali Johnny Friendly detiene un ferreo controllo delle banchine. La polizia e la Commissione sulla criminalità del porto sanno che Friendly è responsabile di diversi omicidi, ma i testimoni sono reticenti e accettano la loro posizione di sottomissione, piuttosto che rischiare il pericolo e la vergogna di informare.
Terry Malloy è uno scaricatore di porto il cui fratello Charley è il braccio destro di Friendly. Alcuni anni prima, Terry era stato un pugile promettente, finché Friendly non lo aveva incaricato, tramite Charley, di perdere deliberatamente un combattimento che avrebbe potuto vincere, in modo che Friendly potesse vincere denaro scommettendo contro di lui. Un giorno Terry invita Joey Doyle, un collega scaricatore, sul tetto del palazzo, ma quando questi arriva sul tetto, invece di Terry, trova gli uomini di Friendly, che lo scaraventano giù. Si scopre che Joey voleva testimoniare contro Friendly davanti alla Commissione; Terry era però convinto che gli scagnozzi di Friendly volessero minacciarlo e fargli paura, e non era a conoscenza dell'intento omicida dell'agguato.
La sorella di Joey, Edie, arrabbiata per la morte di suo fratello, cerca sostegno in padre Barry, il prete della parrocchia locale, per suscitare una reazione contro quel sindacato controllato dalla mafia. Friendly invia Terry come spia all'incontro degli scaricatori portuali organizzato da padre Barry nella chiesa. Qui Terry è attratto da Edie e la aiuta a fuggire da un'aggressione degli scagnozzi di Friendly. Padre Barry riesce a convincere un altro scaricatore, Timothy J. "Kayo" Dugan, a testimoniare contro Friendly. Poco dopo, Dugan viene fatto uccidere da Friendly, sotto la parvenza di un incidente sul lavoro.
Anche se Terry è risentito di essere stato usato come strumento nella morte di Joey, e nonostante l'appassionato "sermone sul molo" di Padre Barry che ricorda agli scaricatori di porto che Cristo cammina tra loro e che ogni omicidio è una crocifissione, egli è inizialmente disposto a rimanere reticente quando viene citato in giudizio per testimoniare. Tuttavia, quando Edie, ignara del ruolo di Terry nella morte di suo fratello, inizia a ricambiare i sentimenti di Terry, questi inizia ad essere tormentato dalla sua coscienza, confessando a padre Barry e a Edie il suo ruolo nella morte di Joey. Edie, inorridita, decide di rompere con lui.
Vedendo dei dubbi nella fedeltà di Terry, Friendly decide di ucciderlo a meno che Charley non riesca a convincerlo a tacere. Charley tenta dapprima di blandire Terry, offrendogli un lavoro migliore, per poi arrivare a minacciarlo, pistola in pugno, ma rinuncia dopo che Terry lo incolpa del fallimento della sua carriera pugilistica a causa di quel match combinato. Charley dà a Terry la sua pistola e gli consiglia di scappare. Terry va da Edie, la quale ammette il suo amore per lui. Friendly intanto ha fatto uccidere Charley e ne fa appendere il corpo nel vicolo davanti alla casa di Edie, come esca per attirare Terry e uccidere anche lui.  Terry e Edie riescono a fuggire e, scoperto il cadavere di Charley, Terry medita vendetta nei confronti di Friendly.
Interviene padre Barry, che convince Terry a non rispondere con la violenza bensì a testimoniare in tribunale. Terry rivela tutto quello che sa alla Commissione, compromettendo la posizione di Friendly.
Dopo la testimonianza, Friendly annuncia a Terry che non troverà lavoro da nessuna parte sul lungomare ed anche i suoi ex amici lo evitano. Rifiutando il suggerimento di Edie di allontanarsi dal porto, Terry si presenta durante il reclutamento al molo per scaricare una nave, ma quando resta l'unico escluso, affronta apertamente Friendly. Ne segue una feroce rissa, che vede Terry soccombere solo dopo l'arrivo degli scagnozzi di Friendly. Gli altri scaricatori, che assistono allo scontro, escono finalmente dal loro stato di sottomissione, sostenendo Terry e rifiutandosi di lavorare, a meno che lo stesso Terry non venga reintegrato, e finiscono con lo spingere in acqua Friendly. Terry, pur gravemente ferito,  incitato dal prete faticosamente si rialza e da solo raggiunge la nave da scaricare. A questo punto tutti gli altri scaricatori lo seguono. Friendly inzuppato e sconfitto, giura vendetta su tutti gli scaricatori di porto, ma questi lo ignorano, segnando la fine del suo potere.

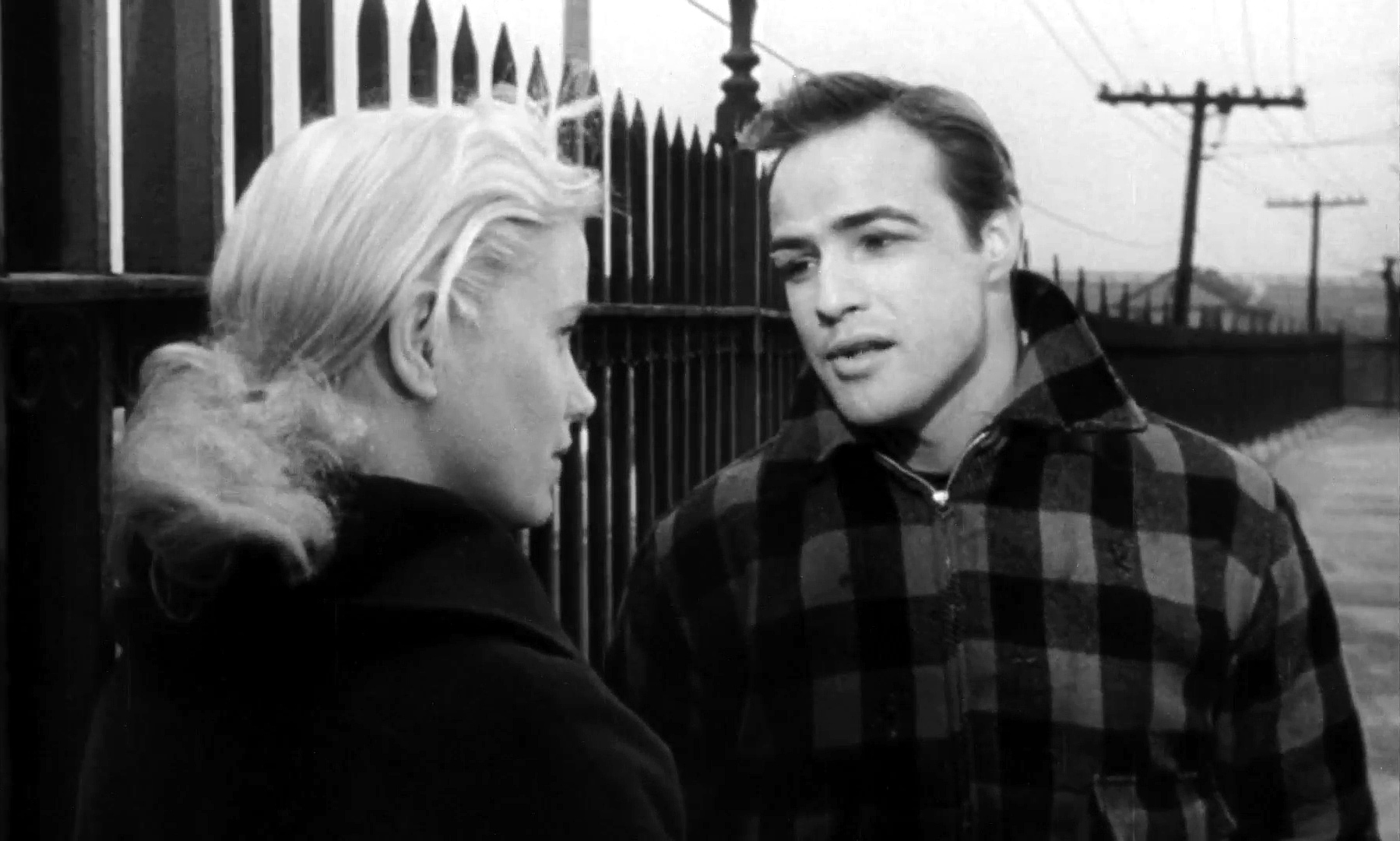
Edie (Eva Marie Saint) e Terry (Marlon Brando) in una scena

## Produzione

### Antefatti
Il 10 aprile 1952 Elia Kazan, dinanzi ai membri della Commissione per le attività antiamericane, accusò di militanza comunista undici artisti cinematografici, tra i quali il regista Jules Dassin e l'attrice Kim Hunter, da lui diretta in Un tram che si chiama Desiderio (un'interpretazione che le aveva valso l'Oscar alla miglior attrice non protagonista). Mentre per essi ciò rappresentò la fine di ogni prospettiva di lavoro nell'ambiente, il regista, dopo il mediocre Salto mortale, «cinema da guerra fredda che gronda retorica», torna alle origini, a New York, dove dirige Fronte del porto.
Inevitabilmente, in un film in cui i temi della delazione e del tradimento svolgono un ruolo centrale, il regista e la critica non potevano sottrarsi al confronto coi recenti avvenimenti. Si è visto in questo film un atto "terapeutico, il desiderio di autogiustificazione", "la schizofrenia" di un autore "diviso tra il suo Hyde passato e il suo Jekyll presente, "lo specchio dei pregi e dei difetti di Kazan: ...rimorso e aggressività, richiesta di comprensione e spavalderia di ribelle".
E un legame ancora più intimo e soggettivo con l'esperienza personale del regista si può cogliere in alcuni momenti della parte finale del film, quando Terry, dopo la deposizione in tribunale, deve affrontare l'indifferenza e il disprezzo degli amici di prima

### Sceneggiatura
L'idea di Fronte del porto inizia con una serie di articoli scritti per il The New Sun da Malcom Johnson. I 24 articoli vincono in seguito il Premio Pulitzer e, sulla scia dell'assassinio avvenuto nell'aprile del 1948 di un boss del porto, risvegliano in America la consapevolezza di quanto avveniva in termine di delitti, tangenti ed estorsioni nella vita quotidiana e avventurosa nel porto di New York. L'autore Budd Schulberg vede in questo materiale la potenzialità per un evento cinematografico.
Nel 1951 il regista Elia Kazan, dopo aver suggerito a Schulberg di lavorare assieme, decide di realizzare un film sulla mafia del porto affiancandola ad una storia di redenzione. Schulberg impiegherà circa un anno per scrivere la sceneggiatura, facendo parecchie ricerche sull'argomento.
Finita la sceneggiatura, Schulberg e Kazan la presentano alla Zanuck, che inizialmente intende fare il film in Technicolor, ma - reputando la storia adatta a un noir movie in bianco e nero - Kazan rifiuta e si reca presso la Columbia Pictures, dove il produttore Sam Spiegel accetta di prendersi sulle spalle la fatica di realizzare questo film.

### Cast
- La pellicola segnò l'esordio di Eva Marie Saint.
- Per il personaggio di Terry Mallory venne proposto Marlon Brando che aveva già lavorato in precedenza con Elia Kazan in Un tram che si chiama Desiderio (A Streetcar Named Desire) e Viva Zapata!. L'attore, dopo un periodo di riflessione, accettò il ruolo e fu scritturato.
- Il film vede, in un piccolo ruolo, la presenza di Joe Rollino.

### Riprese
Il film costò 906.000 dollari e venne girato in 36 giorni. Venne girato in inverno, in gran parte in esterni, nel porto di Hoboken, nel New Jersey, dove la vicenda era ambientata, utilizzando veri lavoratori portuali come comparse. Lo stesso regista riteneva che le difficili situazioni ambientali (vi furono anche casi di ostilità da parte dei lavoratori) e climatiche avessero esercitato un ruolo importante nel far emergere la verità dei personaggi, nel ridurre la recitazione all'essenziale.
Fronte del porto è l'unico film in cui compare il transatlantico italiano Andrea Doria, famoso per il suo naufragio del 25 luglio 1956 al largo di Nantucket, in una scena in cui Terry lo osserva mentre discende il fiume Hudson a New York.
Paradossalmente, tuttavia, l'episodio del film più degli altri destinato a rimanere nella storia del cinema, il confronto in taxi tra Terry e suo fratello Charley , fu girato in studio in condizioni di totale improvvisazione e povertà di mezzi, cui non era estranea la situazione economica del produttore Sam Spiegel. Il racket ha ordinato a Charley di impedire, in qualsiasi modo, al fratello Terry di presentarsi a deporre. Dopo averlo inutilmente blandito con promesse di impieghi e guadagni facili, giunge a minacciarlo con una pistola. La reazione di Terry, il modo dolce con cui sposta l'arma, accompagnando il gesto con le sole parole "Oh Charley", contiene tutta la tristezza e lo strazio derivanti dalla consapevolezza di un'esistenza smarrita. Charley, ormai disarmato (non nel senso letterale, anzi successivamente affiderà la pistola al fratello) e preso dal senso di colpa (fu lui a rovinare la carriera di pugile del fratello, convincendolo a vendersi un incontro, facendolo diventare un fallito), si abbandona sul sedile del taxi, presagio della terribile punizione che lo attende per il fallimento della sua missione: la mala infatti lo ucciderà poco dopo.
Elia Kazan riconobbe il merito di questa scena esclusivamente alla capacità di improvvisazione dei due attori, che peraltro avevano ambedue frequentato l'Actors Studio, da lui creato. "Non ho diretto io quella scena. L'hanno fatta loro. La scena è opera loro." Questo celebre pezzo di storia del cinema fu girato in un angolino di un teatro di posa, in una sezione di taxi. Sul finestrino posteriore, per nascondere lo studio, era stata posta una veneziana (arredamento assai improbabile per un taxi newyorchese), mentre il lampeggiare delle luci di scena creava l'illusione del traffico e della vita della metropoli.

## Promozione
La realizzazione dei manifesti del film, per l'Italia, fu affidata al pittore cartellonista Anselmo Ballester.

## Galleria d'immagini

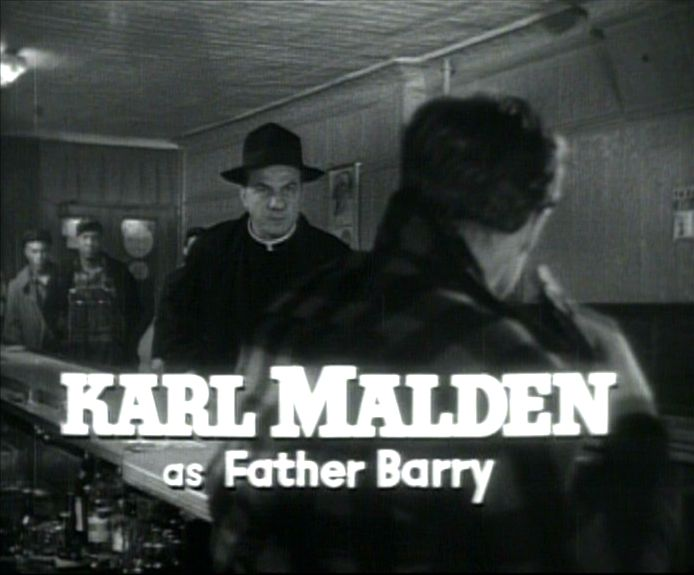
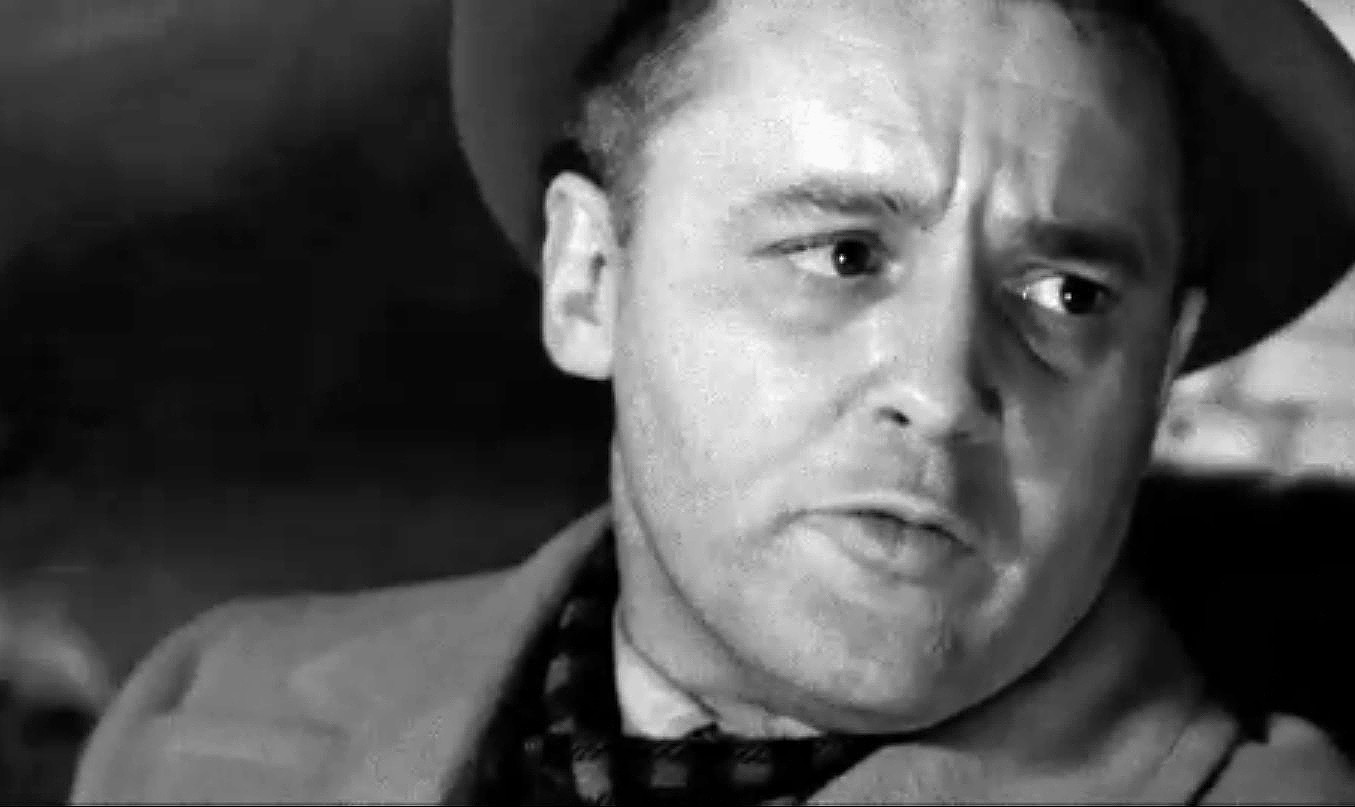
Rod Steiger in una scena
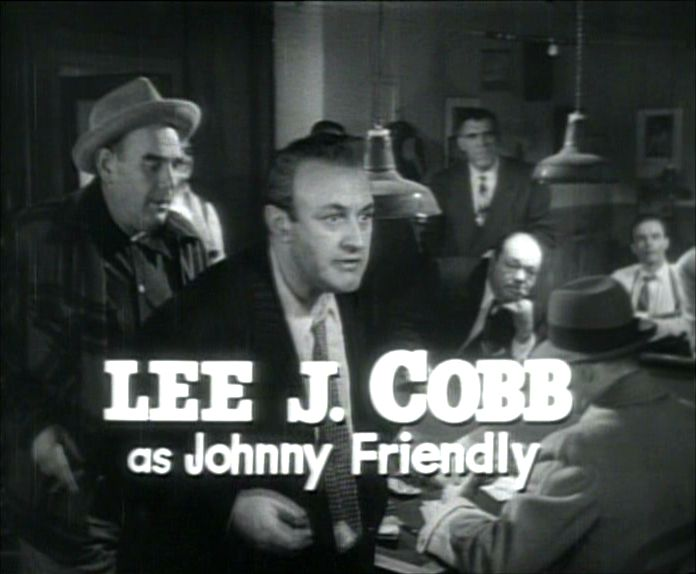

## Colonna sonora
La colonna sonora del film è da considerarsi l'unica colonna sonora composta nella sua carriera dal compositore Leonard Bernstein, eccetto quella del film cult West Side Story, tratto liberamente dal suo musical e di cui egli si può considerare automaticamente il compositore. Composta di 20 tracce, più altre 10 esclusive, la colonna sonora poi è stata riunita in una suite sinfonica dallo stesso Bernstein, denominata Symphonic Suite from On the Waterfront, e dedicata al figlio maschio Alexander.
La colonna sonora comprende i seguenti brani:
1. On the Waterfront (Main Title)
2. Roof Morning
3. Scramble
4. Riot in Church
5. Glove Scene
6. Glove Scene (Coda)
7. Pigeons and Beer
8. Saloon Love
9. Waterfront Love Theme
10. Blue Goon Blues
11. After Sermon
12. Roof 3
13. Confession Scene
14. Kangaroo Court
15. Cab and Bedroom
16. Charley's Death
17. Throwing the Gun
18. Dead Pigeons
19. The Challenge and the Flight
20. Walk and End Title
21. On the Waterfront (Main Title #2)
22. The Accident
23. Gott Lebet Noch (Organo)
24. Blue Goon Blues – Whistle
25. On the Waterfront Suite: Part I
26. On the Waterfront Suite: Part II
27. On the Waterfront Suite: Part III
28. On the Waterfront Suite: Part IV
29. On the Waterfront Suite: Part V
30. On the Waterfront Suite: Part VI

Oltre alla colonna sonora originale con la direzione di Morris Stoloff, ad essa è stata aggiunta la versione dello stesso Bernstein con la On the Waterfront Suite registrata nel 1960 con la New York Philharmonic Orchestra.

## Accoglienza
Il film uscì nelle sale il 29 luglio 1954, ottenendo critiche positive e vincendo ben otto premi Oscar l'anno successivo. Il film divenne il capolavoro di Elia Kazan (che venne premiato con l'Oscar alla regia) e uno dei più noti degli anni '50 e consacrò Marlon Brando, rendendolo uno degli attori più intensi e ricercati della storia del cinema, vista la bravura nell'affrontare i ruoli più diversi con innata sicurezza e intensità.
Fronte del porto è considerato un classico e una delle esperienze cinematografiche più commoventi di sempre, oltre che uno dei capolavori del cinema mondiale.
Una battuta del film ("Ma non è questo. È questione di classe! Potevo diventare un campione. Potevo diventare qualcuno, invece di niente, come sono adesso.", "You don't understand! I coulda had class. I coulda been a contender. I could've been somebody, instead of a bum, which is what I am." in lingua originale) è stata inserita nel 2005 nella lista delle cento migliori citazioni cinematografiche di tutti i tempi stilata dall'American Film Institute, nella quale figura al 3º posto. Il film compare inoltre al 36º posto della lista, sempre stilata dall'AFI, dei 100 film da applausi.

## Riconoscimenti
- 1955 - Premio Oscar
  - Miglior film a Sam Spiegel
  - Miglior regista ad Elia Kazan
  - Miglior attore a Marlon Brando
  - Miglior attrice non protagonista ad Eva Marie Saint
  - Miglior sceneggiatura originale a Budd Schulberg
  - Miglior fotografia a Boris Kaufman
  - Miglior scenografia a Richard Day
  - Miglior montaggio a Gene Milford
  - Candidatura per il miglior attore non protagonista a Lee J. Cobb
  - Candidatura per il miglior attore non protagonista a Karl Malden
  - Candidatura per il miglior attore non protagonista a Rod Steiger
  - Candidatura per la miglior colonna sonora a Leonard Bernstein
- 1955 - Golden Globe
  - Miglior film drammatico
  - Miglior regista ad Elia Kazan
  - Miglior attore in un film drammatico a Marlon Brando
  - Miglior fotografia a Boris Kaufman
- 1955 - Premio BAFTA
  - Miglior attore protagonista a Marlon Brando
  - Candidatura per il miglior film
  - Candidatura per la miglior attrice debuttante ad Eva Marie Saint
- 1954 - Festival di Venezia
  - OCIC Award ad Elia Kazan
  - Leone d'argento ad Elia Kazan
  - Premio della critica ad Elia Kazan
  - Candidatura per il Leone d'oro ad Elia Kazan
- 1954 - National Board of Review Awards
  - Miglior film
- 1954 - New York Film Critics Circle Awards
  - Miglior film
  - Miglior regista ad Elia Kazan
  - Miglior attore protagonista a Marlon Brando
- 1955 - Directors Guild of America Awards
  - Migliori registi ad Elia Kazan e Charles H. Maguire
- 1955 - Nastro d'argento
  - Regista del miglior film straniero ad Elia Kazan
- 1955 - Writers Guild of America
  - Miglior sceneggiatura a Budd Schulberg